# 朝鮮衡平社
朝鮮衡平社（조선형평사 チョソンヒョンピョンサ・ちょうせんこうへいしゃ）とは、朝鮮半島の伝統的被差別民である白丁への差別撤廃を目的として設立された社会運動団体。単に衡平社（형평사）とも呼ばれる。

## 歴史
裕福な白丁である李学賛（イ ハクチャン）の後援を受け、1923年4月24日、朝鮮慶尚南道晋州の晋州劇場（現在の商業ビル）で結成。メンバーは公称40余万人。白丁に限らず常民出身の一般知識人をもまじえた組織だったが、衡平運動に反対する者たちは白丁以外の衡平社員を「新白丁」という蔑称で呼んだ。
まもなく、両班出身の姜相鎬（カン サンホ）と白丁出身の張志弼（チャン ジピル）の両指導者が運動方針をめぐって対立。1924年4月、張志弼が京城（現ソウル）にて衡平社革新同盟を結成し、朝鮮衡平社に対抗。1924年8月に大田で会議を開いた結果、一度は両組織の統一を見たものの、程なく決裂。
日本の全国水平社と手を結び、行動部隊「正衛団」（チョンウィダン）による差別糾弾闘争に一定の成果を挙げたが、1927年1月、張志弼が朝鮮独立運動に加担した容疑により日本の官憲に逮捕（高麗革命党事件）されて以後、朝鮮総督府からの弾圧が始まる。
1930年4月24日、第8回全国大会にて急進派と穏健派が対立。1931年の第9回全国大会で衡平社解消論が噴出。
1933年には朝鮮総督府からの弾圧が本格化し、メンバーや関係者の多くが投獄された。1935年、治安維持法のもとで朝鮮半島の他の社会運動団体すべてと共に非合法化される。これにより、同年、衡平社は活動を停止。
後身組織は大同社を名乗り、皮革業や畜産業など白丁の伝統的産業の利益団体として活動。軍国主義に協力し、1938年には日本軍に国防献金として機関銃や軍用機を献納した。しかし1940年には大同社も解散し、以後、白丁解放運動が復活することはなかった。